# Paul Ivano
Paul Ivano; eigentlich Pavle Ivanišević (* 13. Mai 1900 in Nizza, Frankreich; † 9. April 1984 in Los Angeles, Kalifornien) war ein französischer Kameramann.

## Leben
Paul Ivano erlernte das Kamerahandwerk bei der US-amerikanischen Armee. Er gilt als der erste Kameramann, der aus einem Hubschrauber heraus filmte. Ab 1923 war Ivano als Chefkameramann tätig. Anerkennung verschaffte er sich mit seinen Luftaufnahmen für Hell’s Angels unter der Regie von Howard Hughes. In den Folgejahren waren die Filme, für die er als Chefkameramann verantwortlich zeichnete, meist zweitklassig. Seine Fähigkeit zur Gestaltung von Luftaufnahmen führte jedoch zu Aufträgen für Hubschrauberaufnahmen in aufwändiger gestalteten Produktionen wie zum Beispiel Gewagtes Alibi von Robert Siodmak. In seinen letzten Berufsjahren war Ivano praktisch ausschließlich für Filme von äußerst dürftiger Qualität engagiert.

## Filmografie (Auswahl)
- 1921: Der Scheich (The Sheik)
- 1923: Ein Mädchen und drei alte Narren (Three Wise Fools)
- 1929: Queen Kelly
- 1930: Höllenflieger (Hell’s Angels), im Abspann nicht genannt
- 1931: Eine amerikanische Tragödie (An American Tragedy)
- 1941: Abrechnung in Shanghai
- 1942: Isle of Missing Men
- 1942: Hitler – Dead or Alive
- 1943: Das zweite Gesicht (Flesh and Fantasy)
- 1944: Dead Man’s Eyes
- 1944: Unter Verdacht (The Suspect)
- 1945: Gefährliche Mission (Pursuit to Algiers)
- 1945: Onkel Harrys seltsame Affäre (The Strange Affair of Uncle Harry)
- 1946: Vergessene Stunde (Black Angel)
- 1949: The Lovable Cheat
- 1951: Aufgelesen (Pickup)
- 1952: Grausame Richter (For Men Only)
- 1953: Geständnis eines Mädchens (One Girl’s Confession)
- 1966: Chubasco